# Nomlandia californica
Nomlandia californica är en korallart som beskrevs av John Wyatt Durham och Barnard 1952. Nomlandia californica ingår i släktet Nomlandia och familjen Caryophylliidae. Inga underarter finns listade i Catalogue of Life.